# I Liceum Ogólnokształcące im. Jana Kompałły i Wojciecha Lipskiego w Ostrowie Wielkopolskim
I Liceum Ogólnokształcące im. ks. Jana Kompałły i Wojciecha Lipskiego w Ostrowie Wielkopolskim – najstarsza szkoła ponadpodstawowa w Ostrowie Wielkopolskim.

## Alma Mater Ostroviensis
Wobec wzrastającego udziału ludności polskiej w Ostrowie konieczne stało się wybudowanie szkoły nauczającej w języku polskim. Jej uroczyste otwarcie nastąpiło 14 kwietnia 1845 r. W jego powstanie zaangażowane było całe społeczeństwo ostrowskie. Prym wiedli tutaj założyciele: ksiądz Jan Kompałła, który szkole poświęcił majątek i zdrowie (w 1840 roku wygłosił apel wzywający do zaangażowania w budowę gimnazjum, nie doczekał niestety inauguracji) oraz ziemianin z Lewkowa, Wojciech Lipski. Na uwagę zasługują także dobrodzieje i darczyńcy – miejscowi możni: Konstanty Kossecki, Teofil Morawski, Jan Nepomucen Niemojowski, Bogusław Fryderyk Radziwiłł i Wilhelm Radziwiłł, czy też społeczeństwo sąsiedniej wsi Krępa, którzy apel księdza Kompałły poparli jednogłośnie. Działalność Gimnazjum wspomagały liczne organizacje społeczne i narodowe, takie jak Towarzystwo Pomocy Naukowej im. dra Karola Marcinkowskiego, czy Towarzystwo Popierania Uczącej się Młodzieży. Pierwszymi przedmiotami wykładowymi były: religia, język polski, język łaciński, język niemiecki, język hebrajski, język francuski, język grecki, historia i geografia, matematyka i rachunki, fizyka, historia naturalna, rysunki, kaligrafia, śpiew, turnieje. Pierwsza nazwa szkoły to Królewskie Katolickie Gimnazjum, z czasem zaczęto jednak nazywać ją Polskimi Atenami i Wielkopolską Szkołą Edukacji Narodowej – była kuźnią polskich kadr i ośrodkiem walki z germanizacją. Około roku 1870 powstało koło tzw. Marianów, później zawiązał się Związek Młodzieży Polskiej „Zet” podległy Lidze Polskiej. Prowadziły one tajną edukację, sprowadzały wydawnictwa narodowe, prowadziły działalność polityczną. Ze szkołą ściśle związane były organizacje skautowskie (m.in. poprzez osobę księdza Lecha Ziemskiego) oraz mające narodowy charakter, jedne z pierwszych w Polsce, kluby sportowe: „Venetia” (zał. 1908, ob. SKS „Venetia”) i „Ostrovia” (zał. 1909, ob. TP „Ostrovia”).

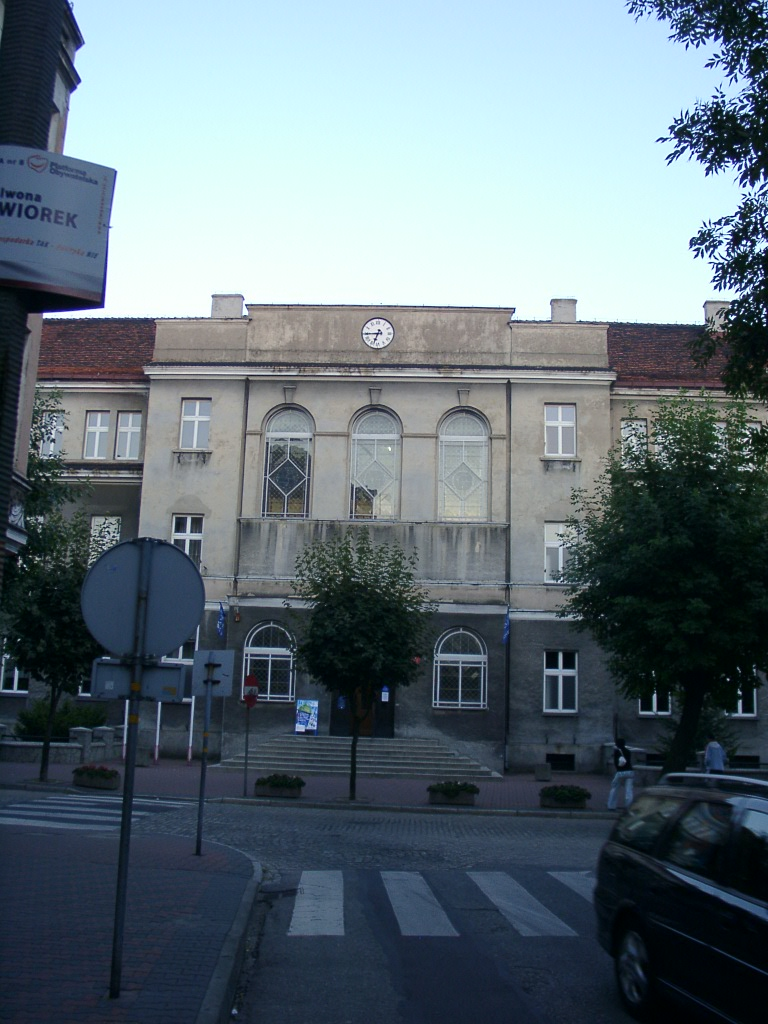
I Liceum Ogólnokształcące im. ks. J. Kompałły i W. Lipskiego

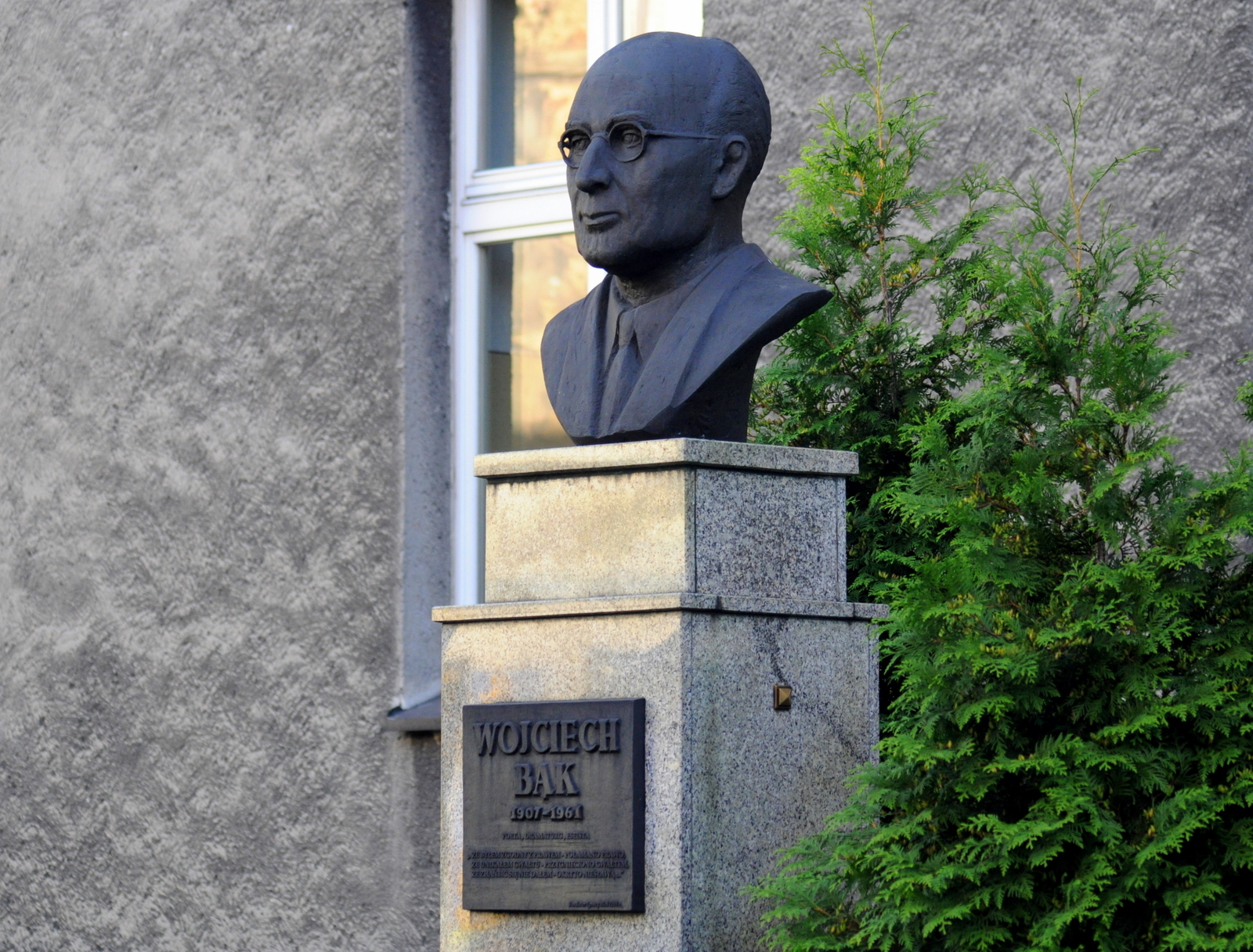
Popiersie poety Wojciecha Bąka przed budynkiem szkoły

Po odzyskaniu niepodległości szkołę, która wtedy była znana pod nazwą Gimnazjum Męskie, zrepolonizowano, przekształcono z typu staroklasycznego na klasyczny zreformowany. W 1932 r. dokonano kolejnej reformy. Przekształcono szkołę na gimnazjum czteroletnie i liceum dwuletnie oraz nadano imię marszałka Józefa Piłsudskiego. Gimnazjum w dalszym ciągu pozostało przodującym w regionie ośrodkiem edukacji, działały organizacje skautowskie, chóry. Od 1925 redagowano i wydawano w szkole miesięcznik Promień. Publikowali w nim między innymi:
- Lesław Eustachiewicz – historyk literatury, krytyk, tłumacz,
- Edward Serwański – historyk,
- Józef Szczublewski – teatrolog,
- Edmund Urbański – hispanolog,
- Stanisław Zybała – dziennikarz,
- Jadwiga Żylińska – powieściopisarka.

Podtrzymywano tradycje niepodległościowe, co znalazło swój wyraz w czasie okupacji – wielu z wykładowców, uczniów i absolwentów zostało żołnierzami, dowódcami, działaczami podziemia. Wielu z nich zostało zamordowanych (Alma Mater Ostroviensis – Księga Pamięci – Non Omnis Moriar, tom 8). Sama szkoła w latach wojennych została zamknięta przez hitlerowców. Rozpoczęło swoją działalność ponownie 22 lutego 1945 roku dzięki działaniom organizacyjnym dra Józefa Jachimka. W kwietniu tego roku ks. Lech Ziemski reaktywował w Gimnazjum przedwojenne drużyny harcerskie. W roku 1950 przekształcono szkołę w liceum ogólnokształcące.
W 1970 r. obchodzono jubileusz 125-lecia szkoły. Opublikowano pierwszą monografię (Wielkopolska Szkoła Edukacji Narodowej...), a 2 września w liceum odbyła się oficjalna centralna inauguracja roku szkolnego z transmitowanym w Polskim Radiu przemówieniem Ministra Oświaty i Szkolnictwa Wyższego. W tym też czasie władza komunistyczna zadecydowała, wbrew uchwale Rady Pedagogicznej, o nadaniu szkole imienia generała Aleksandra Zawadzkiego, sekretarza PZPR, przewodniczącego Rady Państwa. Decyzję tę cofnięto na początku lat 90. Postanowiono też uhonorować założycieli szkoły Jana Kompałłę i Wojciecha Lipskiego, nadając Liceum ich imię.
Szkoła obchodzi swoje święto każdego roku, w kwietniu. Nadawane są wówczas tytuły Honorowego Profesora. Wychowanków Gimnazjum i Liceum skupia Stowarzyszenie Absolwentów „Alma Mater Ostroviensis”, które publikuje Księgi Pamięci opisujące losy uczniów szkoły.

## Budynek
Znajduje się w Śródmieściu Ostrowa, przy ulicy Gimnazjalnej, w bezpośrednim sąsiedztwie ogrodu parafii konkatedralnej.
Szkoła powstawała w latach 1843–1845. Początkowo dwukondygnacyjna, w latach 1925–1926 dokonano udatnej nadbudowy szkoły (z zachowaniem części jej cech stylowych). W latach II wojny światowej w budynku znajdowały się koszary wojskowe i policyjne oraz punkt etapowy dla Niemców oczekujących na przydział mieszkań po Polakach. Szkoła posiadała także stylową salę gimnastyczną (położoną na skraju obecnej sali, prostopadle do budynku szkoły), jednak została ona w 1945 roku spalona przez Czerwonoarmistów.
W części środkowej – ryzalit, w którego trzech wysokich oknach znajdują się zabytkowe witraże z lat 80. XIX wieku (wrocławska pracownia Adolfa Seilera). Przedstawiają one personifikacje techniki, nauki i sztuki. Zabytkowy witraż, z 1870 roku, znajduje się także w reprezentacyjnej auli. Przedstawia Jezusa Chrystusa – Zbawiciela Świata (Salvator Mundi) oraz napis Ich bin die Wahrheit (Ja jestem prawdą). Aula posiada polichromię projektu Antoniego Serbeńskiego, wielokrotnie odnawianą (niszczyli ją zarówno hitlerowcy, jak i komuniści). Na ścianach znajdują się namalowane medaliony przedstawiające postacie uznane przez malarzy za ważnych dla historii Polski i Wielkopolski. W ściany szkoły wmurowane są liczne tablice pamiątkowe: ku czci poległych wychowanków i profesorów w latach 1863–1864 (wymieniono 17 nazwisk), 1914–1921 (37 nazwisk) i 1939–1945 (236 nazwisk), oraz dra Józefa Jachimka, por. Bogdana Chrzanowskiego, Jana Kompałły i Wojciecha Lipskiego, gen. Kazimierza Glabisza. Na ścianach wiszą portrety założycieli, najbardziej znanych wychowanków, wykładowców, dyrektorów, osób związanych z miastem. Przed szkołą stoją: postument ku czci założycieli oraz popiersie absolwenta Gimnazjum, pisarza i prozaika Wojciecha Bąka.
Wraz ze szkołą pobudowano w jej bezpośrednim sąsiedztwie także tzw. Domy Profesorskie oraz, w latach późniejszych, willę dyrektorską. Prawdopodobnie wówczas wytyczono także ulicę Nową (obecnie Staszica), dzięki czemu otworzył się widok na fasadę Gimnazjum (p. zdjęcie). W 1845 przemianowano nazwę ulicy, przy której postawiono szkołę, z Kamienieckiej na Gimnazjalną.
W dzielnicy Wenecja znajduje się głaz narzutowy z tablicą upamiętniającą gimnazjalny klub sportowy „Venetia”, a w miejscowości Kania, nad Prosną, na skraju powiatu ostrowskiego, znajduje się ośrodek szkolny, w którym organizuje się m.in. letnie wyjazdy integracyjne dla klas i nauczycieli. Ośrodek znajduje się w zabytkowym wiejskim domu z ogrodem na skraju lasu. Po sąsiedzku znajduje się jeden z zabytkowych, bogato rzeźbionych, drewnianych krzyży Pawła Brylińskiego.

## Wykładowcy
- Hubert Beckhaus, doktor, hellenista, latynista, filozof, dyrektor Gimnazjum
- Antoni Bronikowski, doktor, poeta, hellenista
- Anastazy Cywiński, poeta, slawista
- Robert Enger, doktor, hellenista, pierwszy dyrektor
- Władysław Paweł Fabisz, ksiądz, historyk Kościoła katolickiego
- Israel Meir Freimann, doktor, filozof i orientalista
- Wincenty Głębocki, ksiądz, teolog
- Julius Hammling, profesor, filolog klasyczny i niemiecki, ornitolog
- Robert Hassencamp, profesor, historyk
- Zygmunt Irżabek, pedagog, filolog
- Józef Jachimek, doktor, pisarz – prozaik i poeta, dyrektor gimnazjum,
- Antoni Jerzykowski, doktor, profesor, filolog klasyczny
- Stanisław Karwowski, historyk Wielkopolski i Śląska, działacz społeczny
- Ferdynand Marten, przyrodnik
- Witold Milewski, doktor, matematyk, fizyk
- Leopold Neuhaus, doktor, filozof
- Elias Plessner, doktor, judaista
- Edmund Radziwiłł, książę, ksiądz, parlamentarzysta niemiecki, publicysta
- Antoni Serbeński, artysta plastyk, zaprojektował m.in. polichromię auli Gimnazjum
- Władysław Skowroński, artysta plastyk
- Theodor Wotschke, ksiądz ewangelicki, historyk protestantyzmu, filozof
- Lech Ziemski, ksiądz, pułkownik, prefekt, działacz harcerski

## Uczniowie
- Jan Adam, mgr inż., dyrektor Szkoły Podstawowej nr 3, budował budynek przy ulicy Śmigielskiego
- Kazimierz Bajoński, doktor, ekonomista, działacz społeczny
- Kazimierz Bronikowski, polonista i germanista
- Stanisław Bronikowski, dziennikarz i publicysta
- Roman Bąk, poeta, eseista, tłumacz, wydawca
- Wojciech Bąk, poeta i prozaik
- Ludwik Bociański, dowódca wojskowy, wojewoda wileński i poznański
- Zbyszko Chojnicki, profesor, geograf
- Teofil Ciesielski, profesor, botanik, pszczelarz[1]
- Zygmunt Czarnecki, doktor, działacz samorządowy
- Edmund Dalbor, kardynał, pierwszy prymas Polski lat międzywojennych
- Jan Danysz, profesor, lekarz, serolog, kierownik działu mikrobiologii Instytutu Pasteura
- Bolesław Dehnel, powstaniec styczniowy
- Tomasz Drobnik, doktor, chirurg
- Kazimierz Działocha, profesor, prawnik, poseł, senator, sędzia Trybunału Konstytucyjnego
- Zygmunt Ertel, podpułkownik łączności Wojska Polskiego, kawaler Orderu Virtuti Militari, ofiara zbrodni katyńskiej
- Lesław Eustachiewicz, doktor, krytyk literacki, historyk literatury, tłumacz
- Mirosław Ferić, lotnik Dywizjonu 303, którego wspomnienia zainspirowały Arkadego Fiedlera (Dywizjon 303)
- Marian Finke, profesor, duchowny katolicki, teolog, pedagog
- Aron Freimann, profesor, historyk
- Marian Friedberg, doktor, historyk
- Henryk Giełdzik, inżynier, pionier okrętownictwa w Polsce
- Kazimierz Glabisz, generał, prezes Polskiego Komitetu Olimpijskiego
- Józef Goetz, doktor, botanik, leśnik
- Stanisław Grzęda, duchowny katolicki, działacz społeczny
- Aron Heppner, rabin, doktor, historyk i judaista
- Józef Jackowski, inżynier górnictwa, podróżnik
- Wincenty Jezierski, profesor, lekarz
- Antoni Kalina, profesor, slawista i ludoznawca, radny Lwowa
- Jan Kamiński, major, dowódca wojskowy
- Feliks Kasprzak, dziennikarz, samorządowiec
- Berthold Kempinski, przedsiębiorca, hotelarz
- Witold Kochański, filolog polski, pedagog, filozof, badacz kultury Serbołużyczan
- Marian Kołodziej, plastyk, scenograf
- Krzysztof Komeda-Trzciński, muzyk jazzowy
- Jan Kosik, profesor, prawnik
- Józef Kostrzewski, profesor, twórca polskiej szkoły archeologicznej
- Teofil Krasnosielski, doktor, pierwszy polski indolog
- Feliks Krawiec, doktor, botanik
- Stanisław Kryzan, doktor, psychiatra
- Jerzy Kujawski, malarz, surrealista
- Otto Landsberg, liberalny polityk niemiecki, minister sprawiedliwości Republiki Weimarskiej, negocjator traktatu wersalskiego
- Jan Leciejewski, doktor, slawista i etnograf
- Witold Leitgeber, księgarz, wydawca i pisarz
- Wiktor Leja, konstruktor lotniczy
- Władysław Markiewicz, profesor, socjolog
- Józef Mertka, działacz społeczny, obrany Mężem Zaufania wychowanków Gimnazjum
- Andrzej Mielęcki, doktor medycyny, śląski działacz społeczny i narodowy, na którym lincz był jedną z przyczyn wybuchu II powstania śląskiego
- Krystian Niełacny, doktor nauk medycznych, działacz społeczny, regionalista
- Andrzej Niesiołowski, socjolog, pedagog, historyk, działacz narodowościowy
- Edward Niesobski, harcerz, działacz niepodległościowy
- Stanisław Niziński, kanonik honorowy Kapituły Metropolitarnej w Poznaniu, dziekan bukowski
- Erazm Parczewski, działacz społeczny i narodowościowy
- Stefan Pawlicki, profesor, filozof
- Edmund Piechocki, doktor, ekonomista
- Edward Aleksander Raczyński, twórca galerii rogalińskiej
- Kazimierz Radowicz, wieloletni dyrektor gdańskiego oddziału Polskiego Radia, autor scenariuszy filmów Republika Ostrowska oraz Republika Nadziei
- Janusz Franciszek Radziwiłł, książę, dyplomata, polityk konserwatywny
- Arthur Rhode, duchowny ewangelicki, historyk kościoła, działacz społeczny
- Antoni Rowiński, inżynier górnictwa
- Stefan Rowiński, księgarz, działacz polityczny, delegat rządu londyńskiego na Wielkopolskę
- Edward Serwański, profesor, doktor habilitowany, historyk, delegat rządu londyńskiego na Wielkopolskę
- Wojciech Sikora, działacz społeczny, polityk ruchu ludowego
- Józef Szczublewski, profesor, teatrolog
- Bogdan Szembek, działacz społeczny i narodowościowy
- Stanisław Śniatała, ksiądz, Szambelan Papieski, dziekan koźmiński
- Stanisław Taczak, generał, inżynier górnictwa, dowódca w powstaniu wielkopolskim
- Klemens Tomczek, geolog, podróżnik
- Witold Trąmpczyński, profesor, ekonomista
- Edmund Urbański, profesor, hispanolog
- Józef Warszawski, ksiądz, doktor, działacz harcerski, filozof, wieloletni kierownik polskiej sekcji radia watykańskiego
- Władysław Wawrzyniak, major, dowódca I Pułku Piechoty Polskiej (Republika Ostrowska)
- Stanisław Wężyk, duchowny katolicki, tajny szambelan dwóch papieży
- Ryszard Wierzbicki, polski biochemik
- Jan Wikarjak, profesor, filolog klasyczny, prorektor UAM
- Franciszek Witaszek, doktor, lekarz
- Andrzej Wojtkowski, profesor, historyk
- Józef Woźniak, ksiądz, kustosz sanktuarium maryjnego w Tulcach, działacz społeczny
- Andrzej Wronka, ksiądz, doktor, biskup tytularny
- Stanisław Zybała, podporucznik, dziennikarz, działacz polityczny i społeczny w Kanadzie
- czterej błogosławieni kościoła rzymskokatolickiego, zamęczeni w 1942 roku w KL Dachau:
  - Jan Nepomucen Chrzan
  - Józef Kut
  - Władysław Mączkowski
  - Aleksy Sobaszek